# طوف فاضل تهلیون
معرفی
طوف فاضل روستایی از توابع بخش لوداب شهرستان بویراحمد در استان کهگیلویه و بویراحمد ایران است. این روستا در ارتفاع حدود ۱۸۰۰ متر از سطح دریا و در مختصات ۳۱٫۰۶۵۵۰۵۷ درجه شمالی و ۵۰٫۸۵۳۹۳۱۹ درجه شرقی واقع شده است.
---
جمعیت و ساکنان
طبق سرشماری سال ۱۳۹۵، جمعیت این روستا حدود ۶۸ نفر در ۱۳ خانوار بوده است. عمده ساکنان روستا از خانواده‌ی یزدان‌پناه هستند که از خاندان‌های قدیمی و شناخته‌شده ایل تامردی به شمار می‌روند.
---
وجه تسمیه و شخصیت‌های برجسته
نام روستا برگرفته از کی فاضل، یکی از بزرگان معاصر ایل تامردی است که در میان اهالی به دلیل دانش و نقش اجتماعی خود، شخصیتی محترم و مؤثر محسوب می‌شود.
---
موقعیت جغرافیایی و طبیعت
روستای طوف فاضل در منطقه‌ای کوهستانی با پوشش گیاهی متنوع قرار دارد. باغ‌های میوه، درختان گردو و گیاهان دارویی در اطراف آن دیده می‌شوند. در غرب روستا کوه «میم» واقع شده که سرچشمه‌ی یک چشمه دائمی است و منبع اصلی تأمین آب شرب و آبیاری باغ‌ها و زمین‌های کشاورزی روستا به شمار می‌رود.
---
امکانات و زیرساخت‌ها
آب: تأمین شده از چشمه دائمی کوه میم
برق: دارد
گاز: دارد
اینترنت: اینترنت همراه 4G از طریق شبکه ایرانسل در دسترس است
راه دسترسی: جاده خاکی مناسب خودروهای سبک و دو دیفرانسیل، که در فصل بارندگی محدودیت دارد
---
معیشت و اقتصاد
ساکنان روستا عمدتاً به کشاورزی، باغداری (به ویژه گردو) و دامداری سنتی مشغول هستند. همچنین برداشت گیاهان دارویی از منابع طبیعی، بخشی از اقتصاد محلی را تشکیل می‌دهد.

## جمعیت
این روستا در دهستان چین قرار دارد و براساس سرشماری مرکز آمار ایران در سال ۱۳۸۵، جمعیت آن ۶۸ نفر (۱۴خانوار) بوده‌است.